# Mestosoma borellii
Mestosoma borellii är en mångfotingart som först beskrevs av Silvestrii 1895.  Mestosoma borellii ingår i släktet Mestosoma och familjen orangeridubbelfotingar. Inga underarter finns listade i Catalogue of Life.